# チャペルウェイト 呪われた系譜
『チャペルウェイト 呪われた系譜』（原題：CHAPELWAITE）は、2021年のテレビドラマ。ホラー。日本でも配信された。全10話。R15+相当とされる。
スティーヴン・キングの初期短編ホラー『呪われた村』を映像化したもの。ゴシックホラードラマ。『死霊伝説』シリーズの過去にあたる。
短編を10話のドラマに作り変えるにあたって、構成が大幅に変更された。もともと撮影は2020年3月に始まる予定とされていたが、新型コロナウイルス感染症拡大の影響により数ヶ月延期された。

## 登場人物
※括弧内は日本語吹替
チャールズ・ブーン
演：エイドリアン・ブロディ(宮本充)
レベッカ・モーガン
演：エミリー・ハンプシャー(佐古真弓)
オナー・ブーン
演：ジェニファー・エンズ(イブ優里安)
ロア・ブーン
演：シレーナ・グラムガス(川勝未来)
テイン・ブーン
演：イアン・ホー(織田碧葉)

## スタッフ
- 脚本：ピーター・フィラルディ、ジェイソン・フィラルディ
- 製作総指揮 ：エイドリアン・ブロディ、ドナルド・デ・ライン、ピーター・フェラルディ、ジェイソン・フィラルディ ほか
- 企画：マイケル・マン
- 音楽：バー・スティアーズ、ジェフ・レンフロー ほか